# Логістичний центр допомоги бійцям АТО/ООС
Логістичний центр допомоги бійцям АТО —  волонтерське об'єднання у Тернополі, яке допомагає українським військовим, що беруть участь у збройному конфлікті з Росією. Він став першим в Україні центром такого типу.

## Історія
Логістичний центр діє від 23 липня 2014 року. Його заснувало об'єднання заради громади «Ядро», до якого входять сім організацій:
- ГО «Всеукраїнське об'єднання Автомайдан»,
- Громадський люстраційний комітет Тернополя,
- ГО «Майдан Тернопіль»,
- ГС «Рада бізнесу Тернопілля»,
- ТГФОГП «Самооборона Тернопільщини»,
- ТОГО «Тернопільські підсумки»,
- ГО «Тернопільська правозахисна група».

Один із засновників запропонував центру приміщення складу на вулиці Збаразькій, 16. Спочатку організації-співзасновники чергували на складі по тижню. Згодом роботою стала займатися група активістів, що взялися працювати постійно: Ярослав Басараб, Любов Вовк, Тарас Герман, Богдан Гузь, Ольга Дячишин, Богдан Кіндій, Юрій Кулик, Христина Феціца, Назар Хамуляк, Ольга Худа та Віталій Шандрук. Керівником центру є Тарас Герман (син Олега Германа).

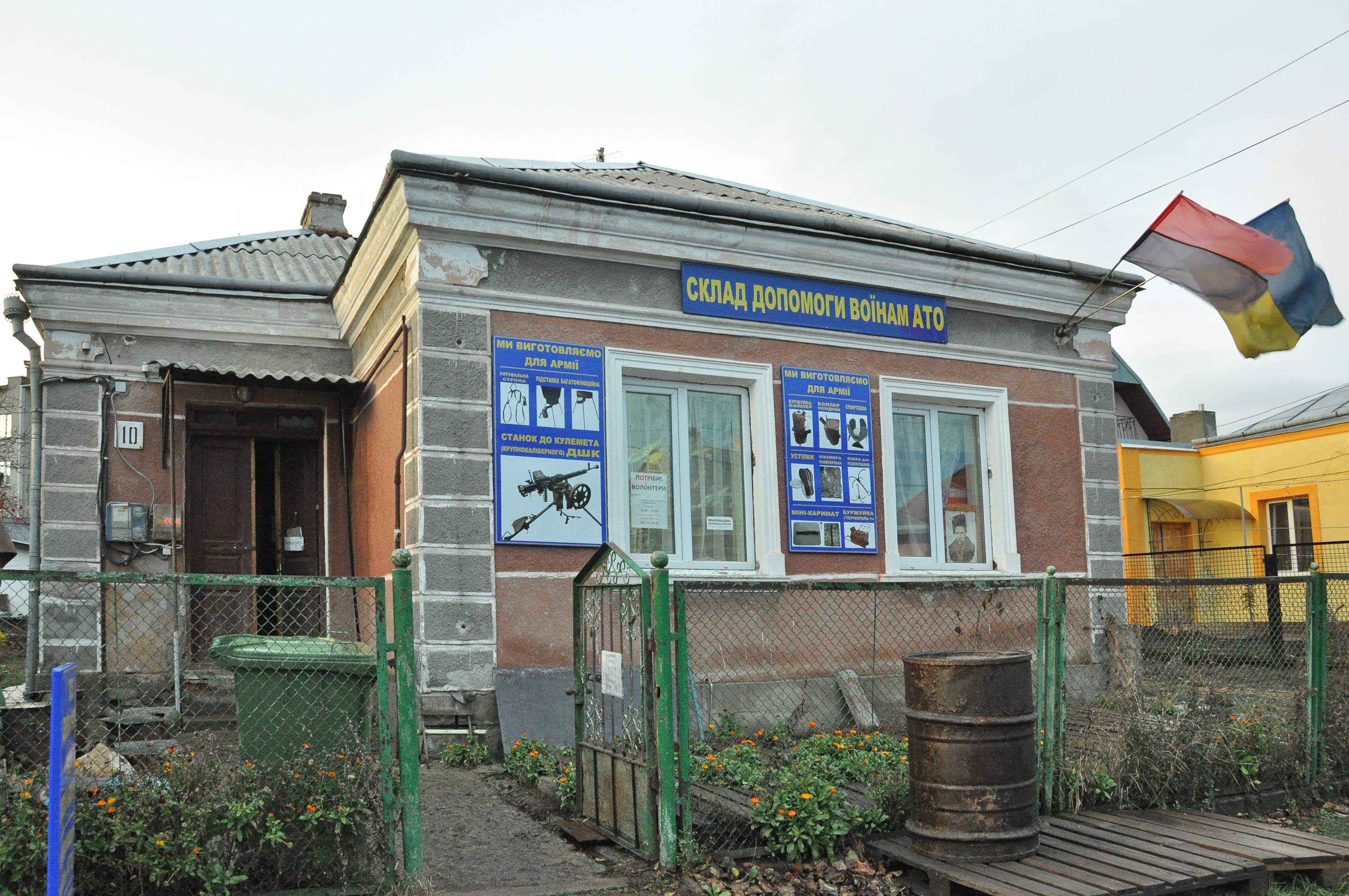
Склад на вул. Академіка Дністрянського, 10, що до 2015 року був частиною Логістичного центру

2014 року склад на Збаразькій отримував стільки речей, що не міг їх вмістити. Тому з ініціативи волонтера Тараса Білана було облаштовано другий склад — на вулиці Академіка Дністрянського, 10, у закинутому будинку, безоплатно наданому жителькою міста. Про відкриття складу було повідомлено 15 вересня 2014. Спершу там збирали теплий одяг, але невдовзі почали виготовлення буржуйок, спиртівок, маскувальних сіток та костюмів. До робіт залучили сусіднє училище. Вже на кінець листопада 2014 в зону АТО було доправлено 150 буржуйок. Пізніше волонтери складу зайнялися майструванням ключів для ремонту бойової техніки, станків до крупнокаліберних кулеметів (із долученням жителів Збаража) та «часнику», а учні згаданого училища на їх прохання виготовляли «кішки» для розмінування. Крім того, на складі приймали книжки та святкові подарунки для військових, речі для біженців тощо. 2016 року склад через зменшення кількості допомоги та потреби в ній був законсервований (а його активісти займалися переважно контролем за наданням ресурсів рядовим бійцям), але 1 лютого 2017 відновив роботу для збору допомоги Авдіївці. Того ж року він почав приймати допомогу сиротам Краматорська. З 2015 року склад на Дністрянського працює окремо від Логістичного центру.
У вересні 2014 року центр відкрив і третій склад — на вулиці Подільській, 21 (база «Овочторг»).
На початку листопада 2014 до Тернопільського міськвідділу міліції надійшло звернення від однієї з громадських організацій щодо перевірки законності діяльності центру та інших міських волонтерських груп. Перевіркою встановлено, що будь-яких неправомірних дій з боку громадських об'єднань, які займаються збором грошей та продуктів для бійців АТО, не виявлено і вся зібрана допомога йде виключно на потреби військових.
1 грудня 2014 філія Логістичного центру допомоги бійцям АТО почала діяти в місті Чортків.
Після гарячої фази війни обсяги допомоги від населення поступово зменшувалися. Крім того, військовим підняли зарплату і потреба везти харчі, одяг та взуття зникла. Тоді група переключилася на дорожчі речі — автомобілі, оптичні прилади, металошукачі, генератори та іншу техніку, вітаміни й ліки, а також допомогу з документами та соціальними зв'язками. З 2016 року волонтери центру займаються підтримкою ветеранів, їх сімей та сімей загиблих, зокрема організацією відпочинку дітей. Станом на серпень 2016 обсяги роботи складу на Збаразькій значно впали і станом на листопад 2017 він був закритий, але пізніше відновив роботу. Кількість волонтерів у центрі значно зменшилася, але станом на 2017 рік вони продовжували збирати медикаменти та постійно чергувати в кол-центрі. Станом на 2018—2019 рік центр, як і раніше, збирає й возить на передову гуманітарну допомогу, а також працює в інших напрямах.

## Діяльність

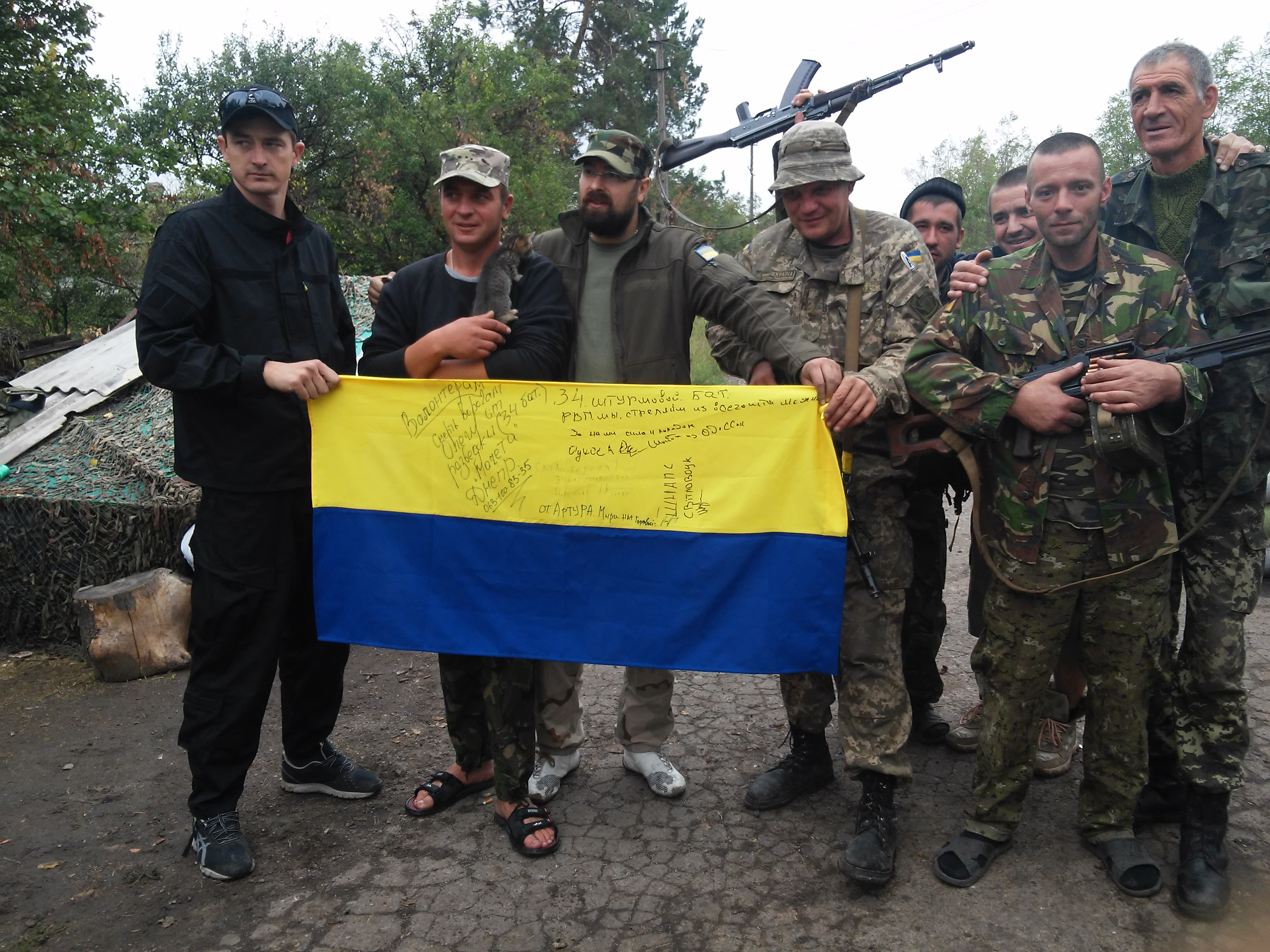
Активісти організації з військовими (15 вересня 2015)

Логістичний центр допомоги бійцям АТО/ООС діє за такими напрямками:
- збір та відправка допомоги для бійців АТО/ООС. За час діяльності було передано кілька автомобілів, сотні одиниць засобів захисту та військової амуніції, тепловізори, спальники, тонни продуктів, одягу та взуття, сотні «буржуйок» (виготовлених волонтерами центру), десятки ящиків з медикаментами тощо.
- допомога пораненим бійцям (медикаменти, лікування за кордоном).
- кваліфікована психологічна допомога бійцям, які повернулись із зони проведення АТО, приїхали додому у відпустку або на ротацію.
- відправлення бійців на безкоштовну реабілітацію, зокрема, в Карпати.
- допомагає вимушеним переселенцям зі Сходу країни (правова допомога, пошук житла, теплий одяг, продовольство тощо).
- допомога дитячим будинкам та медичним закладам, що знаходяться в зоні АТО/ООС (медичне обладнання, медикаменти, постільна білизна, продукти, одяг тощо).

У складі Логістичного центру діяли три склади:
- склад № 1 на вул. Збаразькій, 16 (гуртівня «Галант»). Станом на 2019 рік продовжує роботу[29]. Там приймають:
  - продукти харчування
  - засоби особистої гігієни
  - медикаменти
  - спорядження
- склад № 2 на вул. Академіка Дністрянського, 10. Був заснований як частина Логістичного центру, але з 2015 року працює незалежно від нього[22]. Там приймали:
  - теплий одяг для бійців та переселенців,
  - пусті газові балони та інші матеріали для виготовлення «буржуйок».
- склад № 3 на вул. Подільській, 21 (база «Овочторг»).

За перші 2 місяці існування (станом на 24.09.2014) Логістичний центр зібрав 507 тисяч гривень, понад 2 тисячі доларів, 450 євро та 470 фунтів. Найбільше коштів було витрачено на спальні мішки та теплі ковдри (понад 57 тисяч гривень) і бронежилети (майже 63 тисячі). За перші 4 місяці (станом на 25.11.2014) було зібрано понад 757 тисяч гривень; військовим передали 222 пари взуття, 9 тисяч пар шкарпеток, близько 300 карематів, 3200 кг гречки, понад 8 тисяч м'ясних та рибних консервів, майже стільки ж консервів у скляних банках, понад 3000 банок згущівки та інші продукти. Приблизно 4,5 тисячі бійців отримали теплі речі. За майже рік часу (станом на 9 липня 2015) волонтери витратили на допомогу військовим майже 1,5 млн гривень, понад 3000 доларів та майже 7000 євро. В березні 2019 активісти повідомляли про близько ста поїздок на фронт машин із гуманітарними вантажами за весь попередній час.
Центр не є офіційно зареєстрованим, але веде звітність і видає жертвувачам акти прийому. Для боротьби з шахрайством організація вимагає у тих, хто вперше просить допомоги, копію військового квитка. Готівка на руки не видається. Центр декларує позаполітичність і виступає проти реклами політиків та чиновників на допомозі армії.

### Група «Смаколики»
Група «Смаколики» (керівник — Вікторія Лень) — це сотні активістів, які варять сухі борщі, узвари, тушкують квасолю та капусту із м'ясом, ріжуть корейську моркву, крутять голубці, готують набір «Козацький» із чорного хліба, сала та часнику та інші страви. На Різдвяні свята відправляли кутю та солодощі. На кулінарне волонтерство збираються у підвалі церкви Перенесення мощей Святого Миколая (УГКЦ) на масиві «Дружба». Для зберігання приготованих наборів холодильники надає ТОВ «Тернопільський міський ринок ЛТД».
Останнім часом[коли?] жінки ліплять і передають бійцям вареники. Під час останньої такої акції з ліплення вареників зібралися з дозволу керівництва ТНЕУ у студентському кафе «Галичанка» — наліпили майже 25 тисяч вареників. 4 березня 2015 року відбулася чергова масштабна ліпка вареників, пельменів та кручення голубців, за вечір виготовлено 17000 вареників, 2500 пельменів, 7 сорокалітрових каструль голубців. 3000 вареників наліпила школа № 28 м. Тернополя і стільки ж мешканці села Озерна Зборівського району в барі «Престиж». Крім того передали бійцям ще й інші продуктові набори. Використали більше 25 тонн овочів.
До Великодня активісти планують пекти паски, готувати домашню ковбаску, шинку.

### Захисти свій дім
Партизанські вишколи «Захисти свій дім» діють від серпня 2014 року на навчально-тренувальній базі з біатлону в селі Підгородне Тернопільського району. Тернополян готують до ведення партизанської боротьби, навчають тактичної медицини, проводять тренінги для журналістів, які працюватимуть у зонах бойових дій. Тренування у польових умовах відбувається щонайменше раз у тиждень.

## Керівники
- Герман Тарас Олегович[1];
- 20.04.2022 зареєстровано Благодійна організація «БЛАГОДІЙНИЙ ФОНД „ЛОГІСТИЧНИЙ ЦЕНТР ДОПОМОГИ БІЙЦЯМ АТО/ООС“» керівник Христина Феціца — нині[40].

## Нагороди
5 грудня 2014 року з нагоди Міжнародного дня волонтера в Тернопільській обласній філармонії найкращих волонтерів краю, зокрема активістів Логістичного центру Христину Феціцу, Тараса Германа, Любов Вовк, Тараса Білана, Уляну Шевченко, Андрія Зайця та Івана Кривенького відзначили подяками Тернопільської обладміністрації.
10 березня 2015 року у храмі Різдва Пресвятої Богородиці з благословення Патріарха Київського і всієї Руси-України Філарета архієпископ Тернопільський, Кременецький та Бучацький Нестор нагородив одних із найактивніших волонтерів Логістичного центру медалями «За жертовність і любов до України». Це, зокрема, Христина Феціца, Любов Вовк, Тарас Герман, Юрій Кулик.
5 грудня 2017 року деякі активісти організації були нагороджені з нагоди Міжнародного дня волонтера. Зокрема, Богдан Кіндій, Юрій Кулик та Христина Феціца отримали відзнаку Президента України «За гуманітарну участь в антитерористичній операції».